# تادایوشی اوکورا
تادایوشی اوکورا (انگلیسی: Tadayoshi Okura؛ زادهٔ ۱۶ مهٔ ۱۹۸۵) خواننده، بازیگر، طبل‌زن، شخصیت‌های تلویزیونی در ژاپن، و مدل (شخص) اهل ژاپن است. وی از سال ۱۹۹۷ میلادی تاکنون مشغول فعالیت بوده‌است.